# Zune Social
Zune Social — онлайн-компонент Zune от Microsoft, закрытая на данный момент. Это социальная сеть, которая отображала наиболее прослушиваемых артистов, любимые и недавно игравшие песни, список пользователей, друзей, то что они слушают, и их комментарии. Главным компонентом Zune Social являлся виджет, который мог быть встроен на других сайтах и страницах социальных сетей (MySpace, Facebook и т. д.). Он демонстрировал последние проигранные песни пользователя, его любимых артистов и количество прослушиваний, а также список любимых песен. Нажав на песню, исполнителя или альбом, вас направляло на соответствующую страницу сайта Zune Social. Можно было прослушать 30-и секундный отрывок выбранной песни, и в дальнейшем скачать песню через Zune Marketplace, а также предложить песню другу, или добавить мелодию в Избранное.
Сравнения с Microsoft Xbox Live и Gamertag неизбежны, так как оба сервиса используют одну и ту же основу. Они отличаются тем, что Gamercard показывает последние игры пользователей, в то время как Zune карта отображала последние проигранные песни пользователей. Пользователи подписывались на службу через идентификатор Windows Live ID и могли связать свой Gamertag и Zune, друзья с Xbox Live могли быть перенесены на новый сервис.

## Награды Zune Social
Если пользователь слушал достаточное количество раз артиста или альбом, ему присваивались награды. Также пользователи получали награды за предоставление полезной информации на форумах Zune.net и за отзывы.
Слушатель альбома
- Бронза — 200 и более прослушиваний
- Серебро — 1,000 и более прослушиваний
- Золото — 5,000 и более прослушиваний

Слушатель артиста
- Бронза — 200 и более прослушиваний
- Серебро −1,000 и более прослушиваний
- Золото — 5,000 и более прослушиваний

Эксперт форума
- Бронза — 10 и более сообщений, получившие высокую оценку
- Серебро — 25 и более сообщений, получившие высокую оценку
- Золото — 50 и более сообщений, получившие высокую оценку

Эксперт в отзывах
- Бронза — 10 и более отзывов, получившие высокую оценку
- Серебро — 20 и более отзывов, получившие высокую оценку
- Золото — 50 и более отзывов, получившие высокую оценку